# Хімічний склад клітини
Хімі́чний склад клітини — сукупність хімічних елементів, що містяться у клітині та виконують певні функції, пов'язані з її життєдіяльністю та з життєдіяльністю організму в цілому. Умовно хімічний склад клітини можна роздивлятися на атомному та молекулярному рівні.

## Атомний рівень
На атомному рівні хімічні елементи клітини класифікують на:
- Макроелементи (концентрація — від 10 до 0,001 % маси тіла) — 60 % всіх елементів клітини;
- Мікроелементи (концентрація — від 0,001 до 0,000001 % маси тіла) — 30 % всіх елементів клітини;
- Ультрамікроелементи (концентрація — 0,000001 маси тіла) — 10 % всіх елементів клітини.

| Тип                 | Елементи | Функції |
| ------------------- | --- | --- |
| Макроелементи       | - P (1 %); - Катіон Ca (2,5 %); - S (0,15-0,2 %); - Катіон Na (0,03 %); - Катіон K (0,4 %); - Катіон Mg (0,03 %); - Катіон Fe (0,01 %); - Аніон Cl (0,1 %); - N (1,5-3 %); - C (15-18 %); - O (65-76 %); - H (8-10 %) | - Елемент складу ДНК, ферментів, кісток та емалі зубів; - Елемент складу оболонки клітини в рослин, кісток та емалі зубів, зсідання крові, регуляція роботи серця (посилення скорочень), посилення синтезу гормонів; - Елемент складу білків, вітамінів та ферментів; - Проведення нервового імпульсу, стимуляція синтезу гормонів, підтримка осмотичного тиску у клітині; - Регуляція роботи серця (уповільнення скорочень), проведення нервового імпульсу, стимуляція синтезу гормонів, підтримка осмотичного тиску у клітині; - Елемент складу кісток і зубів, активація синтезу ДНК та енергетичного обміну; - Елемент складу гемоглобіну, міоглобіну, кришталика, рогівки ока, активація діяльності ферментів; - Елемент складу шлункового соку; - Елемент складу білків; - Елемент складу органічних речовин; - Елемент складу води та органічних сполук; |
| Мікроелементи       | - Аніон F; - Катіон Mn; - Катіон Cu; - Аніон I (0,0001 %); - Катіон Zn | - Елемент складу емалі зубів; - Активація процесу кровотворення; - Елемент складу гормону тироксину; - Елемент складу ферментів, бере участь у спиртовому бродінні; |
| Ультрамікроелементи | - Au; - Ag; - Hg | - Пригнічення діяльності макрофагів; - Бактерицидні властивості; - Пригнічення реабсорбції |

## Молекулярний рівень
На молекулярному рівні хімічні сполуки класифікують на:
- Неорганічні сполуки — 60-70 % маси тіла;
  - Вода
    - Розчинення гідрофільних речовин;
    - Терморегуляція;
    - Транспорт речовин;
    - Гідроліз та окиснення високомолекулярних речовин;
    - Підтримання об'єму, тургору та пружності клітини;

  - Мінеральні солі:
    - Субстрат катіонів та аніонів;
    - Регуляторна функція;
- Органічні сполуки — 15-25 % маси тіла.

| Речовини           | Властивості | Типи | Будова | Функції | Метаболізм |
| ------------------ | --- | --- | --- | --- | --- |
| Білки              | - Денатурація — руйнування вторинної, третинної та четвертинної структури білка під дією високих температур, концентрованих кислот і солей; - Розпад на амінокислоти; - Амфотерність; - Гідрофобність | - За особливостями будови: - Протеїни (містять тільки амінокислоти); - Протеїди (містять також групи не амінокислотного походження — простетичні групи. Органічна складова — гем, вітаміни тіамін та біотин, неорганічна складова — катіони Zn, Mg, Mo — гемоглобін, хлорофіл тощо); - За функціональним призначенням: - Структурні (протеїди, до складу яких входять ліпіди — склад клітинних мембран, судин, нігтів, волосся, склистого тіла); - Транспортні (гемоглобін); - Запасні (в жовтку яєць тварин та у насінні); - Захисні (специфічний зв'язок із чужорідними агентами — імуноглобуліни); - Рухові (склад всіх скорочувальних структур клітини — актин, міозин); - Регуляторні (інсулін); - Каталітичні (білкова та небілкова складова (похідні вітамінів, йони — амілаза, фосфатаза (ферменти)) | - Первинна (порядок чергування амінокислотних залишків у білкових молекулах (пептидні зв'язки — залишки 2-8 амінокислот)) — усі білки; - Вторинна (пакування пептидного ланцюга у спіраль за допомогою водневих зв'язків -CO- і -NH-); - Третинна (згортання вторинних структур у тривимірні утвори певної для кожного виду білка форми — глобули — під дією гідрофобних зв'язків, сульфідних і сольових містків); - Четвертинна (згортання третинних структур, що фіксується йонними та водневими зв'язками) | - Транспортна — перенесення речовин (гемоглобін, речовини-переносники); - Каталітична — прискорення розпаду речовин (пепсин, амілаза, трипсин); - Захисна (імунна) — зв'язування молекул сторонніх речовин (антитіла, інтерферон, імуноглобуліни); - Регуляторна (гормони інсулін, глюкагон); - Скорочувальна (білки м'язів актин та міозин); - Структурна (колаген, осеїн, еластин, кератин); - Енергетична (1 г = 17, 6 кДж); - Рецепторна (родопсин) | Макромолекули білків → травний канал → амінокислоти → кров → біосинтез білків → будова органел, білків, мембран та ферментів                  |
| Вуглеводи          | - Прості — гідрофільність, синтез у полісахариди та дисахариди; - Складні — перетворення на моносахариди шляхом гідролізу, гідрофобність (полісахариди)                                               | - Прості (моносахариди) — вуглеводи, з яких формуються складні вуглеводи (глюкоза C6H12O6); Складні: - Олігосахариди (дисахариди) — вуглеводи (цукроза, мальтоза C12H22O11), що утворилися з двох молекул моносахаридів шляхом міжмолекулярної дегідратації; - Полісахариди — вуглеводи, що утворилися шляхом поліконденсації альфа- (крохмаль) і бета-форм (целюлоза) глюкози | Моносахариди — Cn(H2O)n, дисахариди - C12H22O11 | - Енергетична (1 г = 17, 6 кДж); - Структурна (компонент ДНК, РНК і АТФ); - Запасна речовина (глікоген, крохмаль); - Будівельна (целюлоза) | Макромолекули вуглеводів → глюкоза( → глікоген) → кров → окиснення з виділенням енергії (підсумкове рівняння C6H12O6 + 6O2 → 6H2O + 2800 кДж) |
| Ліпіди             | - Гідрофобність; - Розчинність у неполярних розчинах (бензол, ацетон, хлороформ) | - Жири (нейтральний жир і віск); - Жироподібні речовини (фосфоліпіди, гліколіпіди); - Стероїди (не містять залишків жирних кислот) | Естери вищих жирних кислот і гліцерину - CH2-O-C(O)-R '\| - CH-О-C(O)-R '\| - CH2-O-C(O)-R Де R — вільні радикали жирних кислот | - Регуляторна (гормони з ліпідною природою); - Захисна (захисний каркас для внутрішніх органів, підшкірний жир); - Теплоізоляційна (підшкірна жирова клітковина); - Склад вітамінів (D, E), рослинних пігментів; - Енергетична(1 г = 39 кДж) | Макромолекули жирів→травний канал→гліцерин, жирні кислоти(→лімфа)→кров→жирове депо (сальник, підшкірна клітковина)→синтетичні процеси         |
| Нуклеїнові кислоти | ДНК — самоподвоєння, стабільність; РНК — лабільність | - ДНК — біополімер, який утворює хромосоми та бере участь у біосинтезі білка. Здатна до самоподвоєння за типом комплементарності азотистих основ (А-T, Г-Ц); - РНК — біополімер, який будує тіло рибосоми та бере участь у біосинтезі білка (мРНК, тРНК, рРНК) - мРНК – РНК, що є матрицею трансляції. Цикл життя мРНК складається з таких етапів: транскрипція на основі ДНК за принципом шаблонності та комплементарності при дії ферменту ДНК-полімерази (утворюється пре-мРНК), кепірування (на 5’ кінець додається модифікований нуклеотид – метилгуанозин – за допомогою три фосфатного мосту), поліаденілування (приєднання до 3’ кінця транскрипти 200-300 залишків аденілової кислоти за допомогою А-полімерази), сплайсинг (відщеплюються інтрони, що каталізується сплайсосомою), виведення із ядра, трансляція, розпад на нуклеотиди. Формує рибосому (сполучення двох субодиниць рибосоми з кодоном мРНК). Трансляція припиняється досягненням стоп-кодонів УАА, УАГ або УГА. Становить 5% від усіх видів РНК. - рРНК – РНК, що складають основу рибосоми. Після транскрипції молекули рРНК утворюють дві субодиниці рибосоми. Становить 80% від усіх видів РНК. - тРНК – РНК, що транспортують амінокислоту до місця призначення та зумовлюють її переміщення з її А-центру до П-центру шляхом конформації комплексу з антикодону тРНК та кодону мРНК | - ДНК – подвійна правозакручена спіраль, мономером якої є нуклеотид. Нуклеотид складається з азотистої основи (аденін, гуанін, тимін, цитозин), пентози (дезоксирибози) та фосфату (залишку фосфорної кислоти). Рибоза сполучається з залишками фосфорної кислоти за допомогою ковалентного зв’язку, а з азотистими основами – водневим зв’язком. ДНК може мати первинну (послідовність розташування нуклеотидів), вторинну (згортання у подвійну спіраль) та третинну (згортання у ядрах) структуру; - РНК – полінуклеотидний ланцюг, мономером якого є нуклеотид. Нуклеотид складається з азотистої основи (аденін, гуанін, урацил, цитозин), пентози (рибози) та фосфату (залишку фосфорної кислоти) | Збереження та передача спадкової інформації під час біосинтезу білка | |